# Hannah Arendt
Pour les articles homonymes, voir Hannah Arendt (homonymie) et Arendt.
Hannah Arendt, née Johanna Arendt le 14 octobre 1906 à Hanovre et morte le 4 décembre 1975 dans l'Upper West Side (New York), est une politologue, philosophe et journaliste allemande naturalisée américaine, connue pour ses travaux sur l’activité politique, le totalitarisme, la modernité et la philosophie de l'histoire.
Elle soulignait toutefois que sa vocation n'était pas la philosophie mais la théorie politique (« Mein Beruf ist politische Theorie »). C'est pourquoi elle se disait « politologue » (« political scientist ») plutôt que philosophe. Son refus de la philosophie est notamment évoqué dans Condition de l'homme moderne, où elle considère que « la majeure partie de la philosophie politique depuis Platon s'interpréterait aisément comme une série d'essais en vue de découvrir les fondements théoriques et les moyens pratiques d'une évasion définitive de la politique ».
Ses ouvrages sur le phénomène totalitaire sont étudiés dans le monde entier et sa pensée politique et philosophique occupe une place importante dans la réflexion contemporaine. Néanmoins, certaines de ses thèses, comme le développement de la notion de totalitarisme ont été vivement critiqués par certains historiens, à l'instar de Ian Kershaw. Ses livres les plus célèbres sont Les Origines du totalitarisme (1951 ; titre original : The Origins of Totalitarianism), Condition de l'homme moderne (1958) et La Crise de la culture (1961). Le mot totalitarianism exprime l'idée que la dictature ne s'exerce pas seulement dans la sphère politique, mais dans toutes, y compris les sphères privée et intime, quadrillant l'ensemble de la société et du territoire. Son livre Eichmann à Jérusalem, publié en 1963 à la suite du procès d'Adolf Eichmann en 1961, où elle développe le concept de la banalité du mal, a fait l'objet d'une controverse internationale.

## Biographie

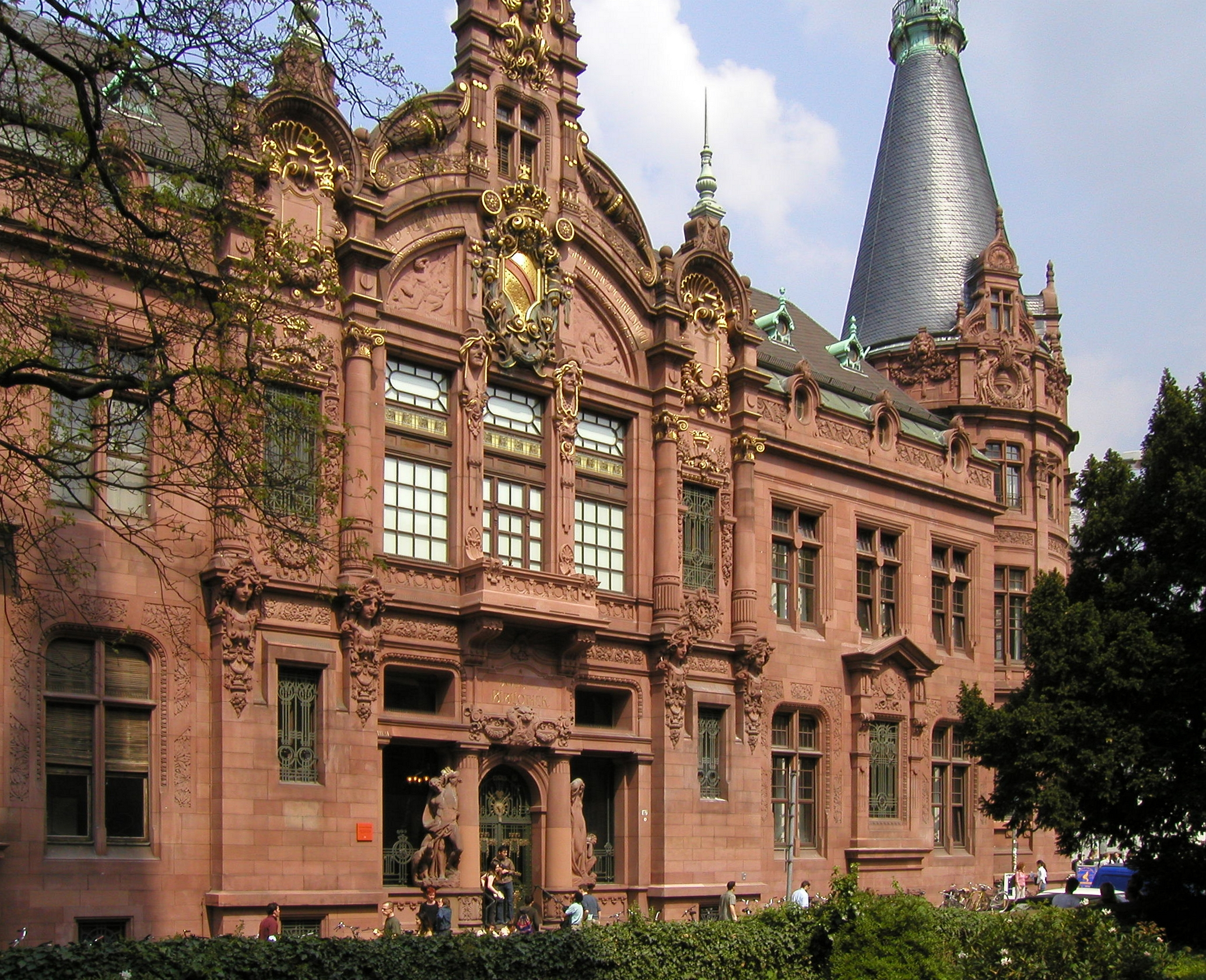
L'université de Heidelberg comme lieu d'étude et de rencontre dans les années 1920.

### Vie et études en Allemagne
Hannah Arendt naît à Hanovre en 1906. Son père, Paul Arendt, est ingénieur de formation et sa mère, Martha Arendt (née Cohn) pratique le français et la musique, ayant étudié trois ans à Paris. Elle grandit à Königsberg où sa famille est installée depuis plusieurs générations. Son grand-père, Max Arendt, est un des principaux hommes d'affaires de la ville, homme politique et un des chefs de la communauté juive de la ville. Sa tante, Henriette Arendt (en), est une des premières policières d'Europe. Sa famille maternelle, les Cohn, sont des importateurs de thé : l'entreprise familiale J. N. Cohn & compagnie est la plus importante fabrique de la ville. Tant sa famille paternelle que maternelle sont des Juifs laïcs assimilés, issus de l'empire russe. 
Arendt passe ses premières années de vie à Linden (aujourd'hui Hanovre) où Paul Arendt travaille comme ingénieur dans une société d'électricité. Son père souffre toutefois de la syphilis et la détérioration de son état de santé les conduit à rejoindre leurs familles à Königsberg en 1909. Paul Arendt est hospitalisé à partir de 1911 en institution psychiatrique et meurt de la syphilis deux ans plus tard, alors qu'Arendt n'a encore que sept ans. L'expérience de la dégradation de l'état de santé de son père - qui ne la reconnaissait plus à la fin de sa vie - sera particulièrement marquante chez l'enfant. 
À quinze ans, en 1921, Arendt lit la Psychologie des conceptions du monde de Karl Jaspers, son futur directeur de thèse, et s'intéresse dans la foulée à Søren Kierkegaard, auteur fondamental pour la philosophie de Jaspers.
En 1924, après avoir passé son Abitur — équivalent allemand du baccalauréat français ou du diplôme d'études secondaires au Québec — en candidate libre avec un an d'avance, elle étudie la philosophie, la théologie et la philologie classique aux universités de Marbourg, Fribourg-en-Brisgau et Heidelberg où elle suit les cours de Romano Guardini, de Martin Heidegger, d'Edmund Husserl puis de Jaspers. Elle s'y révèle d'une brillante intelligence et d'un non-conformisme encore peu commun.
Sa rencontre avec Heidegger en 1925 est un événement majeur de sa vie, tant sur le plan intellectuel que sentimental. Cet événement a toutefois souvent fait ombrage à la contribution originale de Arendt et occupe une place importante dans la compréhension de sa trajectoire intellectuelle. Arendt voue une grande admiration à Heidegger, de dix-sept ans son aîné. C'est le début d'une relation secrète (Heidegger est marié et père de deux enfants), passionnée et irraisonnée, qui laisse chez elle des traces durant toute sa vie, bien que Karl Jaspers ait été sa véritable figure d'influence intellectuelle. Après avoir interrompu leur relation, Arendt poursuit ses études à Fribourg-en-Brisgau pour devenir l'élève de Husserl, puis, sur recommandation d'Heidegger, à Heidelberg pour suivre l'enseignement de Karl Jaspers sous la direction duquel elle rédige sa thèse sur Le Concept d'amour chez Augustin. Quelle que soit la position ambiguë de Heidegger à l'égard du judaïsme et du nazisme, elle reste fidèle à leur relation et au souvenir du rôle de la pensée de Heidegger dans son propre parcours. Par-delà la guerre et l'exil, elle se fait l'infatigable promotrice du philosophe, aussi éminent que controversé, aux États-Unis.
En 1929, Hannah Arendt épouse Günther Stern (nommé plus tard Günther Anders), un jeune philosophe allemand rencontré en 1925 dans le milieu universitaire et devenu son compagnon en 1927. La même année, elle obtient une bourse d'études qui lui permet de travailler jusqu'en 1933 à une biographie de Rahel Varnhagen, une juive allemande de l'époque du romantisme (cet ouvrage ne paraîtra qu'en 1958). Avec la montée de l'antisémitisme et l'arrivée des nazis au pouvoir, elle s'intéresse de plus près à ses origines juives. Elle se rapproche dès 1926 de Kurt Blumenfeld, ancien président de l'Organisation sioniste mondiale, vitrine du mouvement sioniste, président de l'Union sioniste allemande depuis 1924 et ami de la famille. Chargée par Blumenfeld de recenser les thèmes de la propagande antisémite, elle est arrêtée en 1933 par la Gestapo et relâchée grâce à la sympathie d'un policier. Elle quitte l'Allemagne sur-le-champ.

### Fuite hors d'Allemagne et exil aux États-Unis
Arrivée en France en 1933, elle devient la secrétaire particulière de la baronne Germaine de Rothschild, milite pour la création d'une entité judéo-arabe en Palestine, participe à l'accueil des juifs, pour la plupart communistes, qui fuient le nazisme et contribue à faciliter leur émigration vers la Palestine. Divorcée en 1937, elle se remarie le 16 janvier 1940 avec Heinrich Blücher, un réfugié allemand, ancien spartakiste.
En mai 1940, en raison de l'avancée éclair de l'Armée allemande en France, elle se retrouve internée par le Gouvernement français avec d'autres apatrides au camp de Gurs (Basses-Pyrénées). Dans la confusion qui suit la signature de l'armistice en juin 1940, elle est libérée et parvient à s'enfuir à Montauban, où elle retrouve son mari. Puis elle gagne Marseille où elle obtient, grâce au Centre américain d'Urgence de Varian Fry, un visa pour le Portugal qu'elle rejoint en train. Elle vit alors quelque temps à Lisbonne dans l'espoir d'embarquer pour l'Amérique, ce qui est rendu possible en mai 1941, par l'intervention du diplomate américain Hiram Bingham IV, qui lui délivre illégalement un visa d'entrée aux États-Unis, en même temps qu'à environ 2 500 autres réfugiés juifs. À l'issue d'une traversée éprouvante, elle s'installe à New York. En situation de dénuement matériel, elle doit gagner sa vie et trouve un emploi d'aide à domicile dans le Massachusetts. Elle envisage un temps de devenir assistante sociale. Elle décide finalement de regagner New York, et y collabore à plusieurs journaux, dont l'hebdomadaire Aufbau.
Après la Seconde Guerre mondiale, elle retourne en Allemagne, où elle travaille pour une association d'aide aux rescapés juifs. Elle reprend contact avec Heidegger, témoignant en faveur du philosophe lors de son procès en dénazification[réf. nécessaire]. Elle renoue également avec le couple Jaspers dont elle devient une amie intime. En 1951, naturalisée citoyenne des États-Unis, elle entame une carrière universitaire comme conférencière et professeur invité en sciences politiques dans différentes universités : Berkeley, Princeton (où elle devient la première femme nommée professeur titulaire en 1959), Columbia, Brooklyn College, Aberdeen, Wesleyan. 
En 1951, elle publie son livre Les Origines du totalitarisme, puis Condition de l'homme moderne en 1958, et le recueil de textes intitulé La Crise de la culture en 1961.

### Le procès Eichmann, Chicago et la New School de New York
Après ces trois livres fondamentaux, elle couvre à Jérusalem le procès du responsable nazi Adolf Eichmann, en qui elle voit l'incarnation de la « banalité du mal ». Les articles qu'elle écrit alors, réunis dans Eichmann à Jérusalem : Rapport sur la banalité du mal, publié en 1963, nourrissent une importante polémique. La même année, elle publie également Essai sur la révolution.
Son ami Gershom Scholem, spécialiste de mystique juive, polémique avec Arendt par lettres au sujet de la banalité du mal et d'autres thèmes.
À partir de 1963, elle devient titulaire de la chaire de sciences politiques à l'université de Chicago, avant d'être nommée professeure à la New School for Social Research (New York) en 1967, où elle restera jusqu'à sa mort. En 1966, elle apporte son soutien à la pièce de théâtre de l'Allemand Rolf Hochhuth, Le Vicaire, œuvre qui déclenche une violente controverse en critiquant l’action du pape Pie XII face à la Shoah.

### Dernières années
En 1973, elle commence une série de conférences à Aberdeen sur « La pensée » et « Le vouloir » : elles constituent les deux premières parties de son livre posthume La Vie de l'esprit, dont elle n'a pas eu le temps d'écrire la troisième et dernière partie, « Juger ».
Elle meurt le 4 décembre 1975 à New York d'une crise cardiaque. Elle est enterrée au Bard College d'Annandale-on-Hudson, où son mari avait enseigné pendant de nombreuses années. Lors des obsèques, son ami Hans Jonas, après avoir prononcé le kaddish, lui dira : « Avec ta mort tu as laissé le monde un peu plus glacé qu'il n'était. »

## Présentation de sa pensée

### Thèmes principaux et influences
La philosophie politique d'Hannah Arendt échappe aux catégories traditionnelles de la pensée politique (socialisme, libéralisme). Elle aborde un ensemble de problématiques variées, dont celles de la révolution, du totalitarisme, de la culture, de la modernité et de la tradition, de la liberté, des facultés de la pensée et du jugement, ou encore de ce qu'elle désigne comme la « vie active », et ses trois composantes que représentent les notions qu'elle forge du travail, de l’œuvre et de l'action. C'est notamment au travers de la distinction qu'elle opère entre ces trois types d'activités que ressort l'un des axes centraux de sa réflexion, concernant ce qu'est la vie politique et la nature de la politique, thématique qu'elle aborde sous un angle largement phénoménologique, influencé en cela par Heidegger et Jaspers. Elle s'inspire cependant aussi de nombreux autres penseurs pour construire sa philosophie, parmi lesquels Aristote, Augustin, Kant, ou encore Nietzsche.

### Le totalitarisme et l'extermination des Juifs
La réflexion politique d'Hannah Arendt, appuyée sur la question de la modernité, c'est-à-dire de la rupture du fil de la tradition, l'a amenée à prendre position sur le monde contemporain, notamment sur des sujets très polémiques, comme le sionisme, le totalitarisme et le procès d'Adolf Eichmann. Ces prises de position ont grandement contribué à sa célébrité.

#### La question du totalitarisme
Arendt souhaitait penser son époque, et elle s'est ainsi intéressée au totalitarisme. Dans le livre Les Origines du totalitarisme, elle met sur le même plan stalinisme et nazisme, contribuant ainsi à systématiser le nouveau concept de « totalitarisme ».

### Lavita activa,oïkosetpolis

#### L'espace public et l'espace privé
La pensée d'Hannah Arendt est avant tout une nouvelle conception de la politique, développée dans Condition de l'homme moderne et La Crise de la culture. L'espace public y est appréhendé comme un lieu fait de fragilité car continuellement soumis à la natalité, c'est-à-dire à l'émergence de nouveaux êtres humains.
Elle a tout à la fois étudié les conditions historiques de disparition d'un tel espace public (en particulier dans Condition de l'homme moderne avec la question de la sécularisation et de l'oubli de la quête d'immortalité), et les événements qui indiquent de nouvelles possibilités (en particulier dans son Essai sur la révolution).
Elle distingue et hiérarchise selon leur ordre d'importance trois types d'activités qui caractérisent la condition humaine : le travail, l’œuvre et l'action.
Son analyse de l'espace public repose sur la distinction conceptuelle entre le domaine privé et le domaine public, chacune des principales activités de l'homme devant être bien localisée, sans quoi ce sont les conditions de possibilité de la liberté humaine qui ne sont pas réalisées. C'est d'ailleurs sous cet angle qu'elle critique la modernité, en ce que justement celle-ci serait caractérisée par la disparition d'une véritable sphère publique, par laquelle seulement l'humain peut être libre.
Ces propositions au sujet de la nécessaire distinction entre ce qui doit participer de la vie privée (l'« idion », qui se déroule dans l'« oïkos », la maisonnée) et de la vie publique (« koinon », qui se déroule au sein de la « polis », sphère publique lié à la communauté politique) s'inspirent principalement de l'expérience sociale et politique de l'Antiquité grecque et romaine. Arendt perçoit dans cette expérience l'origine de ces répartitions et, par suite, de l'expérience de la liberté, entendue comme participation à l'activité politique et donc à la vie publique.

#### Le travail et l'«animal laborans»
Le travail chez Hannah Arendt correspond à l'activité visant à assurer la conservation de la vie, par la production des biens de consommation subvenant aux besoins vitaux. En cela, il renvoie d'une part à la nécessité, d'autre part à la production de ce qui est rapidement consommé, et donc de ce qui doit être constamment renouvelé, ne créant ainsi aucune permanence,. En tant que référée à la satisfaction des besoins biologiques, et donc en ce qu'elle se caractérise par la non-liberté, il s'agit là pour Arendt de l'activité qui nous rapproche le plus de l'existence animale, et par conséquent l'activité la moins humaine, se rapportant pour cette raison à l'humain comme animal laborans.
À ses yeux, le travail doit rester dans le domaine privé, sous peine que la vie de l'homme devienne une quête d'abondance sans fin, subordonnée à la production et consommation, et donc à ce qui participe de l'éphémère. Cette critique de la société de consommation et cette invitation à l'auto-limitation du travail préfigure l'écologie politique et la notion de simplicité volontaire. Citée par Yves Frémion parmi les pionniers de l'écologie, elle est aussi comptée au nombre des inspirateurs de la décroissance et ses concepts, notamment le travail, sont utilisés par des penseurs de ce courant, par exemple : Michel Dias et Bernard Guibert.

#### L’œuvre et l'«Homo Faber»
L’œuvre, qui caractérise l'humain comme Homo Faber, désigne pour Arendt la production d'objets destinés à l'usage plutôt qu'à être simplement consommés. Se référant notamment à la production de bâtiments, d'institutions ou d’œuvres d'art, l’œuvre participe à la fabrication d'un « monde commun » s'inscrivant dans une certaine durée et stabilité. À la différence du travail, l’œuvre renvoie à la « non-naturalité » de l'être humain, en cela qu'en œuvrant, l'humain crée un monde distinct du monde strictement naturel — monde au sein duquel peut se dérouler la vie humaine comme vie collective. Néanmoins, en tant qu'activité finalisée, elle n'est pas totalement libre, mais se rapporte encore à une certaine nécessité.
L'œuvre doit selon H. Arendt être créée au sein de la sphère privée avant d'être exposée publiquement : c'est ainsi qu'elle crée un monde dans lequel l'action peut prendre place. Ce point, développé dans Condition de l'homme moderne, explique que Hannah Arendt dénonce la massification de la culture et la transformation de l'art en objet de consommation dans son célèbre essai « La crise de la culture : sa portée sociale et politique » (dans La Crise de la culture).

#### L'action, la liberté et l'humain comme«zoon politikon»
Au sommet de la hiérarchie de la tripartition de la vita activa (vie active), Hannah Arendt situe l'action, caractérisant l'humain comme zoon politikon (animal politique). L'expression est reprise à Aristote (ὁ ἄνθρωπος φύσει πολιτικὸν ζῷον, « l'homme est par nature un animal politique »), l'une des principales influences d'Arendt en philosophie politique.
L'action appartient donc au domaine politique, et représente le moyen pour l'humain, en agissant et parlant dans la sphère publique, d'affirmer sa singularité et d'actualiser sa liberté (« Être libre et agir ne font qu'un »). Par l'action et la parole, l'individu révèle ou « divulgue » son identité aux autres en interagissant avec eux, ce que ne permettraient ni le travail ni l’œuvre, au sein desquels nous avons à remplir des fonctions, et où nous ne pouvons manifester que nos talents, non la singularité de notre identité. Par le travail et l’œuvre, nous ne pouvons divulguer que ce que nous sommes (« What » we are), et non qui nous sommes (« Who » we are).
L'action et la parole requièrent un espace public au sein duquel les individus entrent en relation. Arendt écrit que « L'action, en tant que distincte de la fabrication, n'est jamais possible dans l'isolement ; être isolé, c'est être privé de la faculté d'agir », manifestant à la fois leur unicité et la communauté qui les lie, et faisant ainsi émerger un espace d'apparence, soit « l'espace où j'apparais aux autres comme les autres m'apparaissent, où les hommes n'existent pas simplement comme d'autres objets vivants ou inanimés, mais font explicitement leur apparition ». Par suite, action et parole se rapportent à ce qu'elle nomme la « pluralité », en tant que condition de l'action et du domaine public : « […] pluralité, qui est la condition sine qua non de cet espace d'apparence qu'est le domaine public. C'est pourquoi, vouloir se débarrasser de cette pluralité équivaut toujours à vouloir supprimer le domaine public ».
Arendt renvoie au réseau des relations humaines, qui, constitué comme domaine politique, comme polis, est l'espace où tous sont égaux en tant qu'appartenant à l'humanité, mais aussi où chacun se distingue des autres en ayant une perspective sur le monde qui lui soit propre : « la pluralité humaine, condition fondamentale de l'action et de la parole, a le double caractère de l'égalité et de la distinction ». L'action « est l'actualisation de la condition humaine de pluralité, qui est de vivre en être distinct et unique parmi des égaux ».

#### Natalité et fragilité
Cette notion d'action est aussi fortement liée à celle de la « natalité », en ce que c'est par l'action que l'humain produit de la nouveauté véritable, car inattendue, imprévisible, et irréductible à la simple causalité. C'est en ce sens que Hannah Arendt considère l'homme libre comme « faiseur de miracle » : « le nouveau apparaît donc toujours comme un miracle. Le fait que l'homme est capable d'action signifie que de sa part on peut s'attendre à l'inattendu, qu'il est en mesure d'accomplir ce qui est infiniment improbable ». De fait, Arendt ne conçoit pas la liberté comme une souveraineté de la volonté intérieure ou un libre arbitre, et selon elle, il ne faut pas chercher à maîtriser toutes les conséquences de ses actes, puisque celles-ci ne sont pas prévisibles.
Par-là même, l'action, par laquelle seulement l'humain peut exercer sa liberté, est aussi liée à la notion de « fragilité », puisqu'il résulte de l'action et de la liberté une instabilité et une indétermination concernant l'avenir. Hannah Arendt invite à assumer la fragilité de l'espace public, à rester sensible à la natalité, aux événements qui surgissent. D'où son intérêt pour les révolutions spontanées (Essai sur la révolution) comme la Commune ou la révolution hongroise : « Dans les conditions de vie modernes, nous ne connaissons donc que deux possibilités d’une démocratie dominante : le système des partis, victorieux depuis un siècle, et le système des conseils, sans cesse vaincu depuis un siècle » et pourtant « seul système démocratique capable de se rallier le peuple, dans cette Europe où le système des partis était discrédité depuis sa naissance », écrit-elle dans ses « Réflexions sur la révolution hongroise ».
Le système qu'elle soutient, en théorie comme en pratique, et dont elle déplore l'écrasement en Hongrie, est le système des conseils— les soviets —, parce qu'il donne à chacun la même possibilité de se distinguer ; elle exprime la même préférence dans un article sur Rosa Luxemburg, repris en chapitre dans Vies politiques, où elle salue les apports de cette figure du marxisme — mais non marxiste orthodoxe, note-t-elle, et « si peu orthodoxe… qu'on pourrait douter qu'elle ait été marxiste tout court » — à la critique de la théorie politique léniniste et du système parlementaire libéral, exprimant le souhait qu'une place soit faite à ces conceptions dans les programmes de science politique des pays occidentaux.

#### La conception arendtienne de la modernité
Hannah Arendt développe une réflexion critique sur la modernité au sein de l'un de ses ouvrages majeurs : The Human Condition (littéralement : La condition humaine, publié en français sous le titre Condition de l'homme moderne). Elle décrit la modernité comme correspondant à la société de masse et de consommation, et à une époque où l'administration bureaucratique et le travail anonyme de « l'animal laborans » se sont progressivement substitués à la politique et à « l'action » qui s'y rapporte.
En ce sens, elle critique l'essor du social et de l'économique (c'est-à-dire de l'activité travail, vouée à la production des biens de consommation et non à l'édification de ce qui s'inscrit dans la durée) au détriment de la politique, et ainsi dénonce la disparition de la sphère publique au profit de la sphère privée et de ses valeurs (production, consommation).

### L'exercice de la pensée
Les réflexions de Arendt sur l'action ne l'ont pas empêchée de s'interroger sur le rôle de la pensée, en particulier dans La Vie de l'esprit. Il ne s'agit plus d'une vita contemplativa, censée permettre d'accéder à la vérité avant de décider comment agir. La pensée joue un rôle purgatoire : elle est l'occasion de se retirer du monde, de s'en rendre spectateur. C'est en restant ainsi dans le domaine privé qu'il est possible d'utiliser la volonté pour décider ce qui est bien et ce qui est mal (ce qui peut donner lieu à la méchanceté, au mal radical). Mais c'est surtout par cette purgation par la pensée qu'il est possible face à un événement dans le domaine public de faire preuve de discernement, de juger ce qui est beau et ce qui est mal (et c'est faute d'un tel jugement que peut apparaître la banalité du mal comme dans le cas d'Eichmann). Pour Hannah Arendt, la pensée la plus haute n'est pas celle qui se réfugie dans la contemplation privée, mais celle qui, après la pensée purgatrice et la volonté légiférante, s'expose dans le domaine public en jugeant les événements, en faisant preuve de goût dans ses paroles et ses actions[citation nécessaire].
Mais elle se méfie de ceux qu'elle qualifie de professionnels de la pensée, tels les philosophes, en remarquant qu'ils s'allient trop souvent avec des dictateurs, à l'exemple de Platon ou Heidegger. Elle défend la position de Socrate, penseur qui, selon elle, ne prétendait à rien. Ce n'est pas enseigner la vertu qui animait Socrate, mais seulement la possibilité de penser la vertu. Socrate maintient une démarche aporétique dans ses dialogues, dans une argumentation qui ne mène nulle part, en dehors de tout savoir qu'il aurait déjà. Ce mécanisme de la pensée par dialogue indique un dédoublement de la personnalité du penseur, dédoublement qui cesse quand il revient au monde courant.
Pour concrétiser la pensée, on développe le « jugement ». Hannah Arendt n'a pu vivre assez de temps pour développer complètement ce point. Elle travaillait à partir des conceptions de Kant sur le jugement réfléchissant dans la Critique de la faculté de juger, qui procède en dérivant un particulier vers le général, contrairement au jugement déterminant, qui contraint le particulier dans des règles générales. Ce jugement réfléchissant peut s'assimiler à ce que fait un spectateur, au théâtre, en situation de pouvoir juger l'ensemble d'une pièce, alors qu'un comédien qui y participe ne le peut pas. Le spectateur procède à partir de ses propres goûts et imaginations, en les mettant en relation avec un sens commun. Le jugement se fait toujours en présence d'une autre personne. Ainsi, la capacité de juger vient de la capacité de penser avec plusieurs points de vue, sans changer l'identité de celui qui pense et juge. Le jugement exprime l'identité auprès de la diversité.

## Critiques

### Influence de la pensée de Heidegger
L'influence de la pensée de Martin Heidegger, qui fut son professeur mais aussi son amant, est régulièrement débattue, notamment du fait de ses liens avec l'idéologie nazie. Arendt affirme dans une lettre à Heidegger de 1960 que son livre Condition de l'homme moderne lui doit « à peu près tout, à tous égards ». Sur une feuille à part, qu'elle n'envoya pas, elle avait écrit une dédicace à « toi mon si proche ami / à qui je suis restée fidèle / et infidèle ».
De fait, Jacques Taminiaux relève dans ce livre « les signes d’une déconstruction des simplifications et des amalgames auxquels donnent lieu les analyses heideggériennes dans la mesure où elles se réclament de la préséance » de la « vie contemplative ». Alors que Heidegger « néglige tout ce qui dans la description aristotélicienne de la praxis a trait à l’exercice démocratique de la citoyenneté en interaction avec une pluralité d’égaux », Arendt pose que la praxis a pour condition per quam la pluralité qu'elle oppose ainsi à la singularité solitaire du Dasein heideggérien. De même, elle oppose à l’être-vers-la mort la natalité et à la « préoccupation » le labeur et la production d'œuvres auxquelles elle rend selon Taminiaux leur « dignité ».
Cependant, Emmanuel Faye remarque que la critique arendtienne de l’animal laborans reprend et développe celle proposée par Heidegger en 1954 de « l’animal laborieux » (arbeitende Tier). Et c'est aussi en référence à Heidegger qu’elle parle de la pluralité selon lui puisqu'elle « lui fait crédit de parler à la même époque des 'Mortels' au pluriel. » C'est encore à lui que se réfère Arendt lorsqu'elle affirme, dans La Vie de l'esprit, s’être « clairement rangée sous la bannière de ceux qui, depuis pas mal de temps, s'efforcent de démanteler la métaphysique ainsi que la philosophie et ses catégories ». En septembre 1954, dans une conférence devant l'Association Américaine de Sciences politiques, Arendt introduit dans la théorie politique les existentiaux de Être et temps, celui de l'être-au-monde et celui de l'être en commun (Mitsein). Emmanuel Faye soutient qu'elle reprend à la Lettre sur l’humanisme de Heidegger l'opposition entre la « pensée » et la « philosophie » qu'elle récuse comme lui en se faisant collaboratrice de sa « destruction de la pensée » comme l'indique le titre du livre d'Emmanuel Faye paru en 2016 : Arendt et Heidegger. Extermination nazie et destruction de la pensée. Emmanuel Faye y accuse Hannah Arendt d'avoir « pris la responsabilité intellectuelle d’élever les écrits de Heidegger, dont elle sait qu’ils comportent un vibrant éloge du mouvement national-socialiste, au rang de paradigme du penser » et « de faire passer pour démocratique — du moins pour une lecture rapide et superficielle — une vision radicalement sélective et aristocratique, si ce n'est même fascisante par son approbation de la 'domination des maîtres' dans la sphère économique et sociale. » Faye cite à l'appui de cette interprétation un passage des Réflexions sur la révolution hongroise.

« En réalité, il n'est pas sûr du tout que les principes politiques d'égalité et d'autonomie puissent s'appliquer à la sphère de la vie économique. Après tout, la théorie politique des Anciens n'avait peut-être pas tort lorsqu'elle affirmait que l'économie, liée comme elle est aux nécessités de la vie, requérait pour bien fonctionner la domination des maîtres. »

Toujours selon Faye, Arendt aurait en outre entrepris, dans Les Origines du totalitarisme, de disculper entièrement les élites intellectuelles du nazisme. Dans les années 1960, c'est Martin Heidegger en personne qu’elle défend. Elle le présente en 1969, dans un discours pour ses 80 ans, comme « le roi secret dans le royaume du penser ». Dans son livre posthume La Vie de l’esprit, elle oppose, pour mieux le disculper, Heidegger, le penseur à l’écoute de « l’appel de l’être » à Adolf Eichmann, l’exécutant, l’un des maîtres d’œuvre de l’extermination des Juifs d’Europe, qu’elle suppose « dépourvu de pensée » et sans aucun motif. En s'appuyant sur le vocabulaire de la version en allemand des Origines du totalitarisme, Emmanuel Faye soutient qu’Arendt reprend la vision heideggérienne de la modernité et son interprétation du national-socialisme rapporté à la technicisation des sociétés modernes et à la « désolation », à l’« absence de patrie » (Heimatlosigkeit) qui s’ensuit. Les camps d'extermination sont « présentés par elle comme les paradigmes de la condition de l'homme moderne » et sa « vision du monde » est de ce fait « aussi fausse que toxique ».
Les thèses critiques d'Emmanuel Faye sur la pensée d'Hannah Arendt ont fait l'objet de présentations positives par Roger-Pol Droit dans Le Point et par Nicolas Weill dans Le Monde. Cette interprétation a au contraire été qualifiée de « délirante » par Martin Legros dans Philosophie Magazine, de « discutable » par Justine Lacroix et Jean-Yves Pranchère et de « provocation » par un collectif d'universitaires qui en réaction organisa à Paris un colloque international en hommage à Hannah Arendt. Facundo Vega y défend la thèse selon laquelle celle-ci « ne revient à la pensée de Heidegger que pour la dépasser » et rappelle que pour elle, contrairement à Heidegger qui croyait à la nécessité du Führer, les fondations politiques ne reposent pas sur « la force d’un architecte, mais sur la puissance combinée de la multitude ».

### Totalitarisme

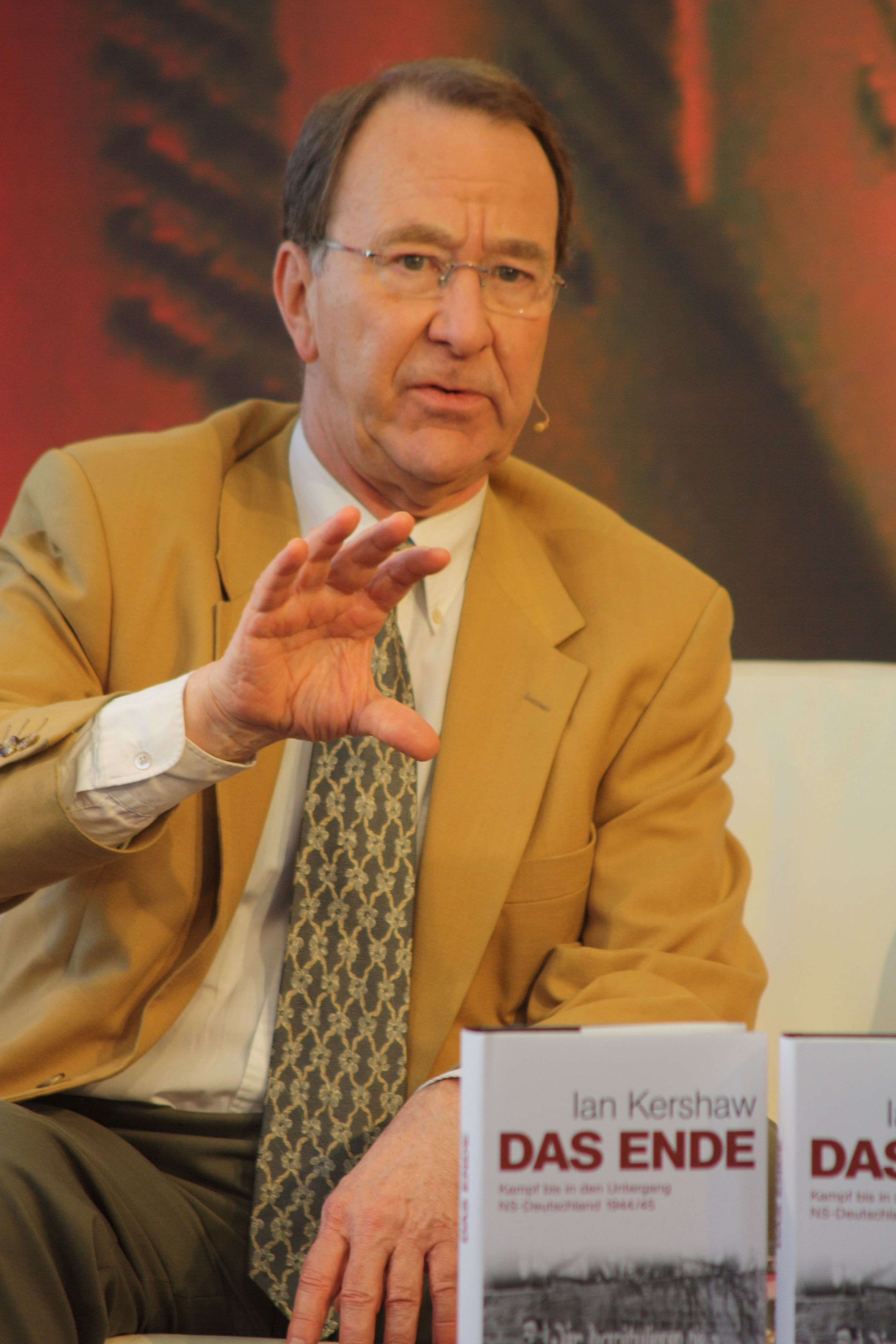
Ian Kershaw, historien du nazisme qui a critiqué la méthode d'Arendt.

L'œuvre de Hannah Arendt a suscité de nombreuses critiques dès le Procès de Nuremberg[réf. nécessaire], notamment de la part d'historiens. Certaines de ses analyses autour du thème du totalitarisme seraient un peu dépassées par l'avancée des recherches[Lesquelles ?], ou souffriraient de contradictions et d'un manque de cohérence, par exemple celles sur la « république plébiscitaire », sur le rôle de la « populace », sur la « société de masse » comme vivier du totalitarisme, sur le fascisme, de sorte que sa typologie des systèmes totalitaires est contestée par l'historiographie actuelle.
Ainsi, pour Ian Kershaw, « elle ne parvient pas à élaborer une théorie claire ou une conception satisfaisante des systèmes totalitaires. Enfin, son argument essentiel pour expliquer le développement du totalitarisme — la disparition des classes et leur remplacement par une « société de masse » — est à l'évidence erroné ».

### Les conseils juifs
Dans Eichmann à Jérusalem, Arendt évoque notamment « le comportement des membres de certains Judenräte (conseils juifs) », qui furent selon elle « amenés à collaborer avec les autorités nazies » ou qui, en cachant la vérité sous prétexte d'humanité, conduisirent des gens à se porter volontaires pour être déportés à Auschwitz. Ces remarques, qui reprennent celles formulées par Raul Hilberg sur la coopération et qui ont été rappelées par le United States Holocaust Memorial Museum, provoquèrent une importante polémique.
Le terme « collaboration » concernant les Judenräte n'est pas utilisé par le mémorial de Yad Vashem.
Max Weinreich déjà au procès de Nuremberg et, plus récemment l'historien Simon Epstein ont eux aussi et sévèrement mis en cause les thèses d'Arendt, selon Epstein : « Brillante et caustique, libre de toute empathie, elle trace un tableau trompeur, voire falsifié, de l'attitude des juifs pendant la guerre mondiale. […] Les expertises n'auront aucun mal à démontrer la fausseté de la base documentaire étayant ses thèses ».
L’historienne Annette Wieviorka estime pour sa part que parler de « collaborateurs » pour les Judenräte est inadéquat. Dans une interview publiée dans Libération en 2013, l’historienne critique Hannah Arendt en ces termes : « Donc, la petite phrase d’Hannah Arendt sur la responsabilité de la collaboration des Juifs dans leur propre mort est absurde. En Union soviétique, les Allemands ont fusillé plus d’un million et demi de Juifs, et il n’y avait pas de conseils juifs. Pourquoi Arendt s’est-elle tant fourvoyée ? Elle n’a suivi qu’une petite partie du procès. Elle a écrit ses articles, devenus un livre, deux ans après le procès. Elle l’a rédigé très vite, et « dans un étrange état d’euphorie », écrit-elle à son amie Mary McCarthy. Si elle a une expérience de l’Allemagne nazie et des camps d’internement en France, elle ne semble pas avoir perçu la situation à l’Est ».

### Judéité et sionisme
La publication d'Eichmann à Jérusalem provoque très tôt des critiques, qui ne mettent pas seulement en cause la pertinence ou le bien-fondé des propos qui y sont tenus, mais la responsabilité supposée d'Hannah Arendt à l'égard d'un peuple juif de l'image duquel elle serait tributaire.
Dans une lettre du 23 juin 1963, Gershom Scholem lui adresse ainsi ce reproche : « Dans la langue juive, il y a une chose que l'on ne peut définir complètement, mais qui est tout à fait concrète et que les Juifs appellent Ahavat Israël, « l'amour pour les Juifs ». En vous, chère Hannah, comme en beaucoup d'intellectuels issus de la gauche allemande, je n'en trouve que peu de traces ». Tout en assumant sa judéité — de même que son statut de femme — comme constitutifs de son être, Arendt se refuse en effet à identifier son discours à celui d'un groupe constitué, d'un peuple ou d'une collectivité. La correspondance avec Gershom Scholem laisse d'ailleurs affleurer des critiques répétées envers la politique d'Israël - notamment envers David Ben Gourion ou Golda Meir - qui constituent l'un des aspects, souvent sous-estimé, de la controverse internationale de 1963 et qui nourrit une intense polémique à l'intérieur du monde juif.
Selon Yakov M. Rabkin, aussitôt que Hannah Arendt, anciennement activiste sioniste, articule des critiques à l'égard de ce mouvement, ses écrits sont rejetés et elle est mise au ban de ce mouvement. Gershom Scholem, établi à Jérusalem depuis 1924, ne discuterait pas les arguments d'H. Arendt mais s'en prendrait au « caractère » supposé de son interlocutrice de sorte que, toujours selon Yakov M. Rabkin, son caractère serait symptomatique de la difficulté que rencontrent les intellectuels en général à « former une opposition loyale au sionisme », puisqu'on leur impose ce choix réducteur : « vous êtes avec nous ou contre nous ».

### La personnalité d'Eichmann
La philosophe allemande Bettina Stangneth (2014) montre que l'interprétation de Hannah Arendt sur la personnalité d'Eichmann ne correspond pas à la réalité, se basant sur son engagement, avant, pendant, et après la guerre,. Ces études postérieures accréditeraient la thèse selon laquelle la médiocrité d'Eichmann repérée par Arendt serait un simulacre adopté le temps du procès, mais ne révélerait rien de la personnalité de l'accusé, ce qui remet en cause la pertinence du recours à la notion de banalité.

### Suprématisme blanc
Hannah Arendt oppose sauvagerie et civilisation, par exemple le peuple hottentot et les peuples civilisés dans l'Origine du totalitarisme. Malgré ses critiques contre l'impérialisme, elle ne serait pas défavorable à la colonisation, dont elle traite en particulier dans le contexte sud-africain. Le journaliste Seth J. Frantzman va jusqu'à la qualifier de « suprémaciste blanche » dans un article de 2016 pour le Jerusalem Post. 
D'autre part, elle a exprimé sa désapprobation envers la création de cursus universitaires dits de Black Studies aux États-Unis dans son essai On Violence (1970), ce qui a pu être interprété comme une posture raciste, mais que Brian Smith interprète plutôt comme un refus de voir l'université s'adapter à la demande de ses étudiants dans une logique mercantile.
Dans un texte consacré à l'affaire dite des Neuf de Little Rock, et paru dans Responsabilité et jugement, elle s'oppose explicitement à la ségrégation ethnique institutionnalisée mais, selon Lyvann Vaté, s'oppose simultanément à la mixité imposée par le gouvernement. Elle regarde l'école comme une composante du domaine social, donc extra-politique, où l'État doit laisser les individus s'associer librement : l'interdiction pour les individus de se ségréguer étant alors regardée comme une bride à la liberté d'association. Lyvann Vaté relève la fragilité de cette appréhension de l'espace social et, concernant l'institution scolaire en particulier, et fait valoir le caractère pré-politique de l'école, qui place cette dernière en position d'exception à l'échelle des autres composantes du social, ce qui conduirait à y abolir toute discrimination au titre de l'égalité des opportunités.

## Hommages
L'astéroïde (100027) Hannaharendt, découvert en 1990, est nommé en son honneur.

## Œuvres

### Ouvrages publiés de son vivant
(Ordre chronologique de publication de l'édition originale en français)
- Le Concept d'amour chez Augustin, Paris, Rivages, 1999 (Der Liebesbegriff bei Augustin, Springer, Berlin, 1929).
- Hannah Arendt et Günther Anders, Les Élégies de Duino de Rilke, in Rainer Maria Rilke, Élégies de Duino, Paris, Rivages, 2007 (article initialement paru en 1930).
- Les Origines du totalitarisme[80] (The Origins of Totalitarianism), 3 volumes (Antisemitism, Imperialism, Totalitarianism), 1951 ; nouvelles éditions en 1958, 1966, 1973. Traduction française en trois ouvrages séparés (puis réunis en un seul volume, Paris, Gallimard, 2002) :
  1. Sur l’antisémitisme, trad. par Micheline Pouteau, Paris, Calmann-Lévy, 1973 ; trad. révisée par Hélène Frappat, Paris, Gallimard, coll. « Quatro », 2002 ; éd. poche, Paris, Le Seuil, coll. Points/Essais, no 360, 2005.  (ISBN 978-2-02-086989-8)
  2. L’Impérialisme, trad. Martine Leiris, Paris, Fayard, 1982; trad. révisée Hélène Frappat, Paris, Gallimard, coll. « Quatro », 2002; éd. poche, Paris, Le Seuil, 2006, coll. Points-Essais, no 356,  (ISBN 978-2-02-079890-7).
  3. Le Système totalitaire, trad. Jean-Louis Bourget, Robert Davreu, Patrick Lévy, Paris, Le Seuil, 1972 ; trad. révisée Hélène Frappat, Paris, Gallimard, coll. « Quatro », 2002 ; éd. poche, Paris, Le Seuil, 2005, coll. Points/Essais, no 307,  (ISBN 978-2-02-079890-7).
- Hannah Arendt (trad. de l'anglais par G. Fradier), Condition de l'homme moderne [« The Human Condition »], Paris, Calmann-Lévy, 1961 (réimpr. 1994 Paris, Calmann-Lévy - 1983, préface Paul Ricœur, éd. poche, Paris, Presses-Pocket, 1988, 1992) (1re éd. 1958, Londres et Chicago, University of Chicago Press)
- Rahel Varnhagen, la Vie d'une juive allemande à l'époque du romantisme, trad. Henri Plard, Paris, Tierce, 1986 ; réédition, Paris, Presses-Pocket, 1994 (Rahel Varnhagen : The Life of a Jewess, 1958).
- La Crise de la culture, trad. Patrick Lévy et al. Paris, Gallimard, 1972, 1989 (Between Past and Future : Six Exercices in Political Thought, New York, 1961, augmenté de deux essais en 1968).
- Eichmann à Jérusalem. Rapport sur la banalité du mal, trad. A. Guérin, Paris, Gallimard, 1966 ; revue par Michelle-Irène Brudny de Launay, Paris, Gallimard, coll. « Folio Histoire », 1991 (Eichmann in Jerusalem : A Report on the Banality of Evil, New York, The Vinking Press, 1963). Compte-rendu du procès du responsable nazi à l'occasion duquel elle inventa l'expression « banalité du mal » et mit en question l'action des Conseils juifs dans la déportation.
- Essai sur la révolution, trad. M. Chrestien, Paris, Gallimard, coll. « Les Essais », 1967 ; éd. poche, trad. Marie Berrane, Paris, Gallimard, coll. « Folio Essais », 2013 (On Revolution, New York, Viking Press, 1963).
- Vies politiques, trad. E. Adda et al. Paris, Gallimard, 1974 ; éd. poche, Paris, Gallimard, coll. « Tel », 1986 (Men in Dark Times, 1968, édition augmentée en 1971).
- Walter Benjamin 1892-1940, trad. Agnès Oppenheimer-Faure et Patrick Lévy, Allia, 2007 (texte publié initialement dans Vies politiques, Gallimard, 1974), Extrait en ligne
- Du mensonge à la violence, trad. G. Durand, Paris, Calmann-Lévy, 1972 ; éd. poche, Paris, Presses-Pocket, 1989 (Crises of the Republic, 1972).

### Ouvrages publiés à titre posthume
- La Tradition cachée. Le juif comme paria, trad. S. Courtine-Denamy, Paris, Christian Bourgois, 1987 ; éd. poche, Paris, 10/18, 1997.
- La Vie de l'esprit : I. La pensée, II. Le vouloir, trad. L. Lotringer, Paris, PUF, 1981 (1992) et 1983 ; éd.poche, Paris, PUF, coll. « Quadrige ». 1999). [The Life of the Mind (1 Thinking ; 2 Willing), New York, Harcourt Barce Jovanovich, 1978-1981].
- Considérations morales, 1970, trad. Marc Ducassou, Paris, Rivages-Poche, 1996.
- « L’Intérêt pour la politique dans la pensée philosophique européenne contemporaine », Les Cahiers de philosophie, no 4, Lille, 1987.
- Juger, Paris, Le Seuil, 1991 (Lectures on Kant's Political Philosophy).
- Penser l’événement, trad. Cl. Habib et al. Paris, Belin, 1989.
- La Nature du totalitarisme, trad. Michelle-Irène Brudny de Launay, Paris, Payot, 1990.
- Responsabilité et Jugement, trad. Jean-Luc Fidel, Paris, Payot, 2005
- Qu'est-ce que la politique ?, texte établi et commenté par Ursula Ludz, trad. Sylvie Courtine-Denamy, Paris, Le Seuil, 1995 ; nouvelle traduction et édition augmentée en 2014 : texte établi par Jerome Kohn, édition française, préface et notes de Carole Widmaier, Paris, Le Seuil, 2014.
- La Philosophie de l'existence, et Autres Essais, Paris, Payot, 2000.
- Journal de pensée (1950–1973), Paris, Le Seuil, 2005 (transcription de 23 cahiers manuscrits de réflexions non destinés à une publication, écrits entre 1950 et 1973),  (ISBN 978-2-02-062061-1).
- Édifier un monde, Interventions 1971-1975, Paris, Le Seuil, 2007, coll. « Traces écrites ».
- Idéologie et Terreur, trad. Marc de Launay), Paris, Hermann, 2008, coll. « Le Bel aujourd'hui », introduction et notes par Pierre Bouretz.
- Écrits juifs, Paris, Fayard, 2011.
- Heureux celui qui n'a pas de patrie, Poèmes de pensée (édition bilingue), trad. François Mathieu, Paris, Payot & Rivages - octobre 2015  (ISBN 978-2-228-91409-3)
- Nous autres réfugiés, Paris, Allia, 2019. -  (ISBN 9791030410211) (nouvelle traduction d'un texte déjà traduit dans La Tradition cachée)
- La liberté d'être libre, Paris, Payot&Rivages, 2019. -  (ISBN 9782228923569)
- Il n'y a qu'un seul droit de l'homme, précédé de Nous réfugiés, trad. et introduction Emmanuel Alloa, Paris, Payot&Rivages 2021. -  (ISBN 978-2-228-92926-4)

### Correspondances
- Hannah Arendt – Karl Jaspers, Correspondance, 1926-1969, trad. de l'allemand Éliane Kaufholz-Messmer, Paris, Payot, 1995 ; éd. de poche sous le titre La philosophie n'est pas tout à fait innocente, lettres choisies par Jean-Luc Fidel, Paris, Payot & Rivages, 2006, coll. PBP, no 608 (ne comporte que les lettres depuis 1945).
- Hannah Arendt – Mary McCarthy, Correspondance, 1949-1975, Paris, Stock, 1996 (rééd. 2009).
- Hannah Arendt – Heinrich Blücher, Correspondance, 1936-1968, Paris, Calmann-Lévy, 1999.
- Hannah Arendt – Kurt Blumenfeld, Correspondance, 1933-1963, Paris, Desclée de Brouwer, 1998.
- Hannah Arendt – Martin Heidegger, Lettres et autres documents, Paris, Gallimard, 2001.
- Hannah Arendt – Gershom Scholem, Correspondance, Paris, Le Seuil, 2012.
- Hannah Arendt - Günther Anders, Correspondance 1939-1975, suivie d'écrits croisés, trad. Annika Ellenberger et Christophe David, Paris, Éditions Fario, 2019.

### Biographies
- Laure Adler, Dans les pas de Hannah Arendt, Paris, Gallimard, 2005, 645 p. (ISBN 978-2-07-076263-7, OCLC 912369861).
- Michelle-Irène Brudny, Hannah Arendt : essai de biographie intellectuelle, Paris, Grasset, 2006, 266 p. (ISBN 978-2-246-67411-5, OCLC 783393731).
- Antonia Grunenberg (trad. de l'allemand par Cédric Cohen Skalli), Hannah Arendt et Martin Heidegger : histoire d'un amour [« Hannah Arendt und Martin Heidegger. »], Paris, Éd. Payot & Rivages, coll. « Petite bibliothèque Payot » (no 873), 2012, 491 p. (ISBN 978-2-228-90789-7, OCLC 816575781).
- Wolfgang Heuer (trad. Jacqueline Chambon), Hannah Arendt, Paris, Éditions Jacqueline Chambon, 2005, 235 p. (ISBN 978-2-87711-296-3, OCLC 77052290).
- Martine Leibovici, Hannah Arendt : la passion de comprendre, Paris, Desclée de Brouwer, coll. « Biographies », 2000, 316 p. (ISBN 978-2-220-04778-2, OCLC 954834574).
- Marina Touilliez (préf. Martine Leibovici), Parias : Hannah Arendt et la tribu en France (1933-1941), Paris, L'échappée, 2024, 512 p. (ISBN 978-2-373-09153-3, OCLC 1465449811).
- Elisabeth Young-Bruehl (trad. Joël Roman et Etienne Tassin), Hannah Arendt : biographie [« Hannah Arendt, for love of the world »], Paris, Calmann-Lévy, coll. « Les vies des philosophes », 1999, 717 p. (ISBN 978-2-7021-3037-7, OCLC 722839480).

### Filmographie
- Hannah Arendt, un film de Margarethe von Trotta (2012) avec Barbara Sukowa dans le rôle-titre. Drame biographique relatant la controverse et l'incompréhension suscitées par les articles de Arendt sur le procès de Eichmann.

### Documentaire radiophonique
- Christine Lecerf consacre à Hannah Arendt une Grande Traversée de 4 documentaires d'environ 1h48 chacun, "Hannah Arendt, la passagère", diffusée sur France Culture du 14 au 18 août 2017.

### Opéra
En 2016, Hannah Arendt est l'un des personnages apparaissant dans Benjamin, dernière nuit, drame lyrique en quatorze scènes de Michel Tabachnik, d'après le livret de Régis Debray, consacré au philosophe allemand Walter Benjamin, créé à l'Opéra de Lyon le 12 mars 2016.

### Littérature jeunesse
- Le petit théâtre de Hannah Arendt, raconté par Marion Muller-Colard et illustré par Clémence Pollet, Paris, Les petits Platons, 2014.

### Bande dessinée
- Hannah Arendt, scénario de Béatrice Fontanel, dessins de Lindsay Grime, Naïve coll. « Grands destins de Femmes », 2015
- Les Trois Vies de Hannah Arendt, dessins et scénario de Ken Krimstein, Calmann-Levy, 2018

### Études
- Miguel Abensour, Hannah Arendt contre la philosophie politique, Paris, Sens & Tonka, 2006, 260 p. (ISBN 978-2-84534-101-2).
- Véronique Albanel (préf. Étienne Tassin), Amour du monde : christianisme et politique chez Hannah Arendt, Paris, Les Éditions du Cerf, coll. « Nuit surveillée », 2010, 430 p. (ISBN 978-2-204-09004-9).
- Anne Amiel, Hannah Arendt : politique et événement, Paris, Presses universitaires de France, coll. « Philosophies » (no 74), 1996, 124 p. (ISBN 978-2-13-047810-2).
- Anne Amiel, La non-philosophie de Hannah Arendt : révolution et jugement, Paris, Presses universitaires de France, coll. « Pratiques théoriques », 2001, 284 p. (ISBN 978-2-13-051473-2).
- Yannick Bosc, Emmanuel Faye (dir.), Hannah Arendt, la révolution et les Droits de l'Homme, Paris, Editions Kimé, 2019, 194 p. (ISBN 978-2-84174-949-2).
- Françoise Collin, L'homme est-il devenu superflu ? : Hannah Arendt, Paris, Odile Jacob, 1999, 332 p. (ISBN 978-2-7381-0748-0, lire en ligne).
- Sylvie Courtine-Denamy, Le souci du monde. Dialogue entre Hannah Arendt et quelques-uns de ses contemporains : Adorno, Buber, Celan, Heidegger, Horkheimer, Jaspers, Jonas, Klemperer, Levi, Levinas, Steiner, Stern-Anders, Strauss, Voegelin, Paris, Vrin, 1999, coll. « Pour demain »,  (ISBN 978-2-7116-1402-8)
- Édouard Delruelle, Le consensus impossible : le différend entre éthique et politique chez H. Arendt et J. Habermas, Ousia, 1993, 317 p..
- Michel Dias, Hannah Arendt, culture et politique, Paris Budapest Kinshasa, L'Harmattan, coll. « L'ouverture philosophique », 2006, 167 p. (ISBN 978-2-296-01351-3, OCLC 74490007, lire en ligne).
- Michel Baudouin, « L’acharnement apologétique : Arendt au secours de Heidegger », Biens Symboliques / Symbolic Goods [En ligne], 1 | 2017, mis en ligne le 15 octobre 2017, consulté le 16 août 2023.
- Céline Ehrwein Ehrwein (préf. Jean-Marc Ferry), Hannah Arendt, une pensée de la crise : la politique aux prises avec la morale et la religion, Genève Paris, Labor et fides Diff. Éd. du Cerf, coll. « Champ Éthique » (no 55), 2011, 395 p. (ISBN 978-2-8309-1408-5, OCLC 955168853, lire en ligne).
- André Enégren, La pensée politique d'Hannah Arendt, Paris, PUF, 1984.
- Jean-Claude Eslin, « L'Au-delà dans la vie de la Cité : Le Rôle politique des peines de l'Enfer d’après Hannah Arendt. Essai d'Interprétation », Revista Portuguesa de Filosofia, t. 58, no 2,‎ avril-juin 2002, p. 255-269 (lire en ligne)
- Geneviève Even Granboulan, Une femme de pensée, Hannah Arendt, Paris, Anthropos Diffusion, Economica, 1990, 345 p. (ISBN 978-2-7178-1863-5, OCLC 933918578).
- Emmanuel Faye, Arendt et Heidegger : extermination nazie et destruction de la pensée, Paris, Albin Michel, coll. « Bibliothèque des idées. », 2016, 554 p. (ISBN 978-2-226-31513-7, OCLC 958416266).
- Marc Le Ny (préf. Martine Leibovici et Étienne Tassin), Hannah Arendt : le temps politique des hommes : le temps comme dimension de la phénoménologie existentielle et politique, Paris, L'Harmattan, coll. « La philosophie en commun », 2013, 487 p. (ISBN 978-2-343-02234-5, OCLC 995534118, lire en ligne).
- Bérénice Levet, Le musée imaginaire d'Hannah Arendt : parcours littéraire, pictural, musical de l'œuvre, Paris, Stock, coll. « Essais », 2011, 322 p. (ISBN 978-2-234-07103-2).
- Jean Lombard, Hannah Arendt : éducation et modernité, Paris, L'Harmattan, coll. « Éducation et philosophie in der. », 2003, 115 p. (ISBN 978-2-7475-4753-6, OCLC 249570305, lire en ligne).
- Arno Münster, Hannah Arendt contre Marx ? Réflexions sur une anthropologie philosophique du politique, Paris, Hermann, coll. « philosophie. », 2008, 412 p. (ISBN 978-2-7056-6773-3).
- Jean-Claude Poizat, Hannah Arendt, une introduction, Paris, Pocket, coll. « Agora / Une introduction » (no 239), 2003, 369 p. (ISBN 978-2-266-11223-9).
- Fred Poché, Penser avec Arendt et Levinas : du mal politique au respect de l'autre, Lyon, Chronique sociale, coll. « Savoir penser », 2003, 3e éd., 126 p. (ISBN 978-2-85008-508-6, OCLC 690586947).
- Anne-Marie Roviello, Sens commun et modernité chez Hannah Arendt, Bruxelles, Ousia, coll. « Ousia » (no 17), 1987, 238 p. (ISBN 978-2-87060-020-7, OCLC 803185916).
- Jacques Taminiaux, La fille de Thrace et le penseur professionnel : Arendt et Heidegger, Paris, Éditions Payot, coll. « Critique de la Politique », 1992, 246 p..
- Étienne Tassin, Le trésor perdu : Hannah Arendt, l'intelligence de l'action politique, Paris, Payot & Rivages, coll. « Critique de la politique », 1999, 591 p. (ISBN 978-2-228-89258-2, OCLC 919697168).
- Dana R. Villa (trad. de l'allemand), Arendt et Heidegger : le destin du politique, Paris, Payot, 2008, 494 p. (ISBN 978-2-228-90367-7)
- Katia Genel, Hannah Arendt : l'expérience de la liberté, Paris, Belin, 2016, 287 p. (ISBN 978-2-7011-9156-0)
- Julia Kristeva, Le génie féminin, La vie, la folie, les mots 1. Hannah Arendt, t. I, Paris, Gallimard, coll. « Folio essais », 2003 (1re éd. 1999, Fayard Paris), 412 p. (ISBN 2-07-042738-2)
- Claude Lefort, Hannah Arendt et le totalitarisme in L’Allemagne nazie et le génocide juif, Gallimard/Le Seuil, (Colloque de l’École des hautes études en sciences sociales), 1985; p.660-682.
- Michel Dreyfus, Hannah Arendt et la question juive. Pour une relecture, Paris, Presses universitaires de France, 2023.
- Gabriel Maissin. L’art de l’alarme. Aux origines du totalitarisme, Politique, Revue de débat, Bruxelles, n°46, octobre 2006.

### Groupes de recherche
- Réseau Arendtien Francophone  (avec bibliographie étendue)